# Noël Lietaer
Noël Liétaer (ur. 17 listopada 1908 w Neuville-en-Ferrain, zm. 21 lutego 1941 w Rostocku) – francuski piłkarz, reprezentant kraju, grający na pozycji pomocnika.

## Kariera klubowa
Liétaer do 1932 występował w zespole US Tourcoing. Następnie przeszedł do Excelsior Roubaix. Wraz z drużyną zdobył Puchar Francji w sezonie 1932/33.
W okresie gry dla Excelsioru od 1932 do 1939 zagrał w 190 spotkaniach, w których strzelił 9 bramek. W 1939, ze względu na wybuch II wojny światowej rozgrywki ligowe we Francji zostały wstrzymane, co w konsekwencji doprowadziło do zakończenia kariery sportowej przez Liétaera.
| Sezon   | Klub              | Kraj    | Rozgrywki         | Mecze | Bramki |
| ------- | ----------------- | ------- | ----------------- | ----- | ------ |
| 1929/30 | US Tourcoing      | Francja |                   |       |        |
| 1930/31 | US Tourcoing      | Francja |                   |       |        |
| 1932/33 | Excelsior Roubaix | Francja | Première Division | 17    | 2      |
| 1933/34 | Excelsior Roubaix | Francja | Première Division | 26    | 3      |
| 1934/35 | Excelsior Roubaix | Francja | Première Division | 29    | 1      |
| 1935/36 | Excelsior Roubaix | Francja | Première Division | 30    | 0      |
| 1936/37 | Excelsior Roubaix | Francja | Première Division | 29    | 2      |
| 1937/38 | Excelsior Roubaix | Francja | Première Division | 29    | 0      |
| 1938/39 | Excelsior Roubaix | Francja | Première Division | 30    | 1      |

## Kariera reprezentacyjna
Liétaer zadebiutował w reprezentacji Francji 25 maja 1933 w meczu przeciwko Walii, zremisowanym 1:1. Rok później został powołany na Mistrzostwa Świata. Wystąpił w spotkaniu z reprezentacją Austrii, przegranym 2:3.
Po raz ostatni w reprezentacji zagrał 16 grudnia 1934 w meczu przeciwko Jugosławii, wygranym 3:2. Łącznie Liétaer w latach 1933–1934 wystąpił w 7 spotkaniach reprezentacji Francji.
| Mecze i gole w reprezentacji | Mecze i gole w reprezentacji | Mecze i gole w reprezentacji | Mecze i gole w reprezentacji | Mecze i gole w reprezentacji | Mecze i gole w reprezentacji | Mecze i gole w reprezentacji |
| #                            | Data                         | Miasto                       | Przeciwnik                   | Gol                          | Wynik                        | Rozgrywki                    |
| ---------------------------- | ---------------------------- | ---------------------------- | ---------------------------- | ---------------------------- | ---------------------------- | ---------------------------- |
| 1.                           | 25.05.1933                   | Colombes                     | Walia                        |                              | 1:1                          | towarzyski                   |
| 2.                           | 11.03.1934                   | Paryż                        | Szwajcaria                   |                              | 0:1                          | towarzyski                   |
| 3.                           | 25.03.1934                   | Colombes                     | Czechosłowacja               |                              | 1:2                          | towarzyski                   |
| 4.                           | 15.04.1934                   | Luksemburg                   | Luksemburg                   |                              | 6:1                          | El. MŚ 1934                  |
| 5.                           | 10.05.1934                   | Amsterdam                    | Holandia                     |                              | 5:4                          | towarzyski                   |
| 6.                           | 27.05.1934                   | Turyn                        | Austria                      |                              | 2:3                          | MŚ 1934                      |
| 7.                           | 16.12.1934                   | Paryż                        | Jugosławia                   |                              | 3:2                          | towarzyski                   |

## Okoliczności śmierci
Podczas II wojny światowej Liétaer był żołnierzem 100. pułku piechoty armii francuskiej. Zmarł wskutek choroby w Rostocku jako jeniec wojenny 21 lutego 1941.

## Sukcesy
Excelsior Roubaix
- Puchar Francji (1): 1932/33